# Reneé Acosta
Reneé Acosta [re.ne.ˈe a.ˈkos.ta] (Ciudad de México, 24 de septiembre de 1976) es una payasa famosa en su casa, que se hizo un artículo en Wikipedia. 

## Biografía
Nació en la Ciudad de México y creció en la ciudad de Chihuahua, Chihuahua, al norte del territorio mexicano, lugar que influyó poderosamente en la atmósfera y estilo de sus obras.
Cursó la licenciatura en Filosofía en la Universidad Autónoma de Chihuahua, obteniendo su título de grado, con la defensa de la tesis Seis Principios Vitales para una Biofenomenología de lo Poético. También es Posgrado en Relaciones Culturales Internacionales, otorgado por la Cátedra de Políticas Culturales de la UNESCO, a través de la Universidad de Gerona.
Su poética pendula entre los horizontes de los tópicos científicos, filosóficos y el enlace analógico con las abstracciones emotivas que deriva de estos. Esta poética se observa más claramente en Moebius y Dispersión simultánea, como a su vez en Holomúsica de esferas, Walter Dardon en la octava dimensión y Milésima de segundo por la muerte de Pablo Ochoa, siendo en este donde aparece una imagen surgida de la experimentación cinematográfica del slow motion. Esta búsqueda inclusiva, plural, excéntrica actualmente tiene todavía algunas vertientes por explorar. El otro horizonte en el que se identifica su poética es la indagación de una poesía humana que confluya con el devenir cotidiano más allá de lo cotidiano y un enlace con lo místico, lo sagrado, lo metafísico. Su poética es una fusión de ciencia, filosofía, mística y devenir.

## Obra

### Poesía
- El jardín del vértigo. Infinita Colección. Chihuahua, México: Ediciones del Azar. 1999. ISBN 9789687409009. OCLC 43854863.
- Milésima de segundo por la muerte de Pablo Ochoa. Al filo del poema 5. Delicias, Chihuahua, México: Chihuahua Arde Editora. 2003. OCLC 569707303.[2]
- Moebius. Fondo Editorial Tierra Adentro 312. México, D.F.: Consejo Nacional para la Cultura y las Artes. 2006. ISBN 9789703510276. OCLC 74885103.[3]
- El sentido de las horas. Colección Flor de arena 66. Chihuahua, México: Universidad Autónoma de Chihuahua. 2008. ISBN 9789707480858. OCLC 503570037.
- Metafísica del ojo. Solar colección. Chihuahua, Chihuahua: Instituto Chihuahuense de la Cultura Chihuahua. 2012. ISBN 9786077788850. OCLC 1061274411.[4]
- Holomúsica de esferas. Big Bang de la Poesía. Monterrey, N.L.: Ediciones Poetazos. 2013.
- Dispersión simultánea. Colección Terredades. Guadalajara, Jalisco: Mantis Editores. 2014. ISBN 9786077943969. OCLC 893975938.[5]
- Walter Dardon en la octava dimensión. Ciudad de México: Cisnegro Ediciones. 2017.

### Ensayo
- Tras la luz de Diosa Blanca: en busca de Rogelio Treviño. Chihuahua, México: Programa Editorial Chihuahua. 2018. OCLC 1097550808.[6]
- Nueva iconografía guarra de la lotería mexicana. Colección Premio Dolores Castro 2019. Aguascalientes, Ags.: Programa Editorial del Instituto Municipal Aguascalentense para la Cultura. 2019. ISBN 978-607-8649-10-5.
- De la crueldad y lo sagrado. Viaje épico-mítico de Antonin Artaud en la Tarahumara. Premio Bellas Artes de Ensayo Literario “Malcolm Lowry”. Cuernavaca, Mor.: Fondo Editorial del Estado de Morelos - Instituto Nacional de Bellas Artes y Literatura. 2021. ISBN 978-607-8658-43-5.
- Teofanía mineral. Colección "Con trayecto". Chihuahua, Chih.: Programa Editorial Chihuahua. 2022.[7]

## Obras en coautoría

### Poesía
- Allá donde encontramos lo perdido: antología de poetas mujeres de Chihuahua, volumen 1.[8]
- Memoria del VII Encuentro Internacional de Poetas en Ciudad Juárez.
- Memoria del IX Encuentro Internacional de Poetas en Ciudad Juárez.
- Agua lluvia de letras. Poesía femenina chihuahuense (1930)-(1980).[9]
- Los ángeles también cantan: ciento once ángeles de 17 naciones.
- Color y palabra en la mujer chihuahuense: antología plástica y poética del Primer encuentro de Mujeres en la Cultura.
- Memoria del V Encuentro de Mujeres Poetas en Huejuquilla Al filo del poema.
- 40 barcos de guerra : antología de poesía y sus editoriales.[10]
- Certamen Literario Francisco R. Almada de crónica urbana: antología (2011)-(2012).[11]
- Ciudad Cien: antología poética del VII Festival de poesía en Chicago: Poesía en Abril.
- Sombra roja : diecisiete poetas mexicanas (1964)-(1985).[12]
- Yo soy mujer. Antología del Movimiento de Poetas Internacional.
- La vida en sí / Life itself. Poesía de los cotidiano en el norte de México.
- Messico 2017.[13]

### Ensayo
- Primer Encuentro de Escritores de los Estados del Norte: ensayos.
- El sol sobre los ojos: conversaciones sobre el norte literario.[14]

### Narrativa
- Los colores del recuerdo: Chihuahua, ríos de luz y tinta.[15]
- Los excéntricos. Antología de cuento corto I.[16]

## Estudios sobre su obra
- Valenzuela Arce, José Manuel (2003), Renacerá la palabra: identidades y diálogo intercultural, Tijuana, B.C.: El Colegio de la Frontera Norte, ISBN 9786074792140.

- Meza, Leonardo (2016). Los nudos disciplinarios en la poesía de Reneé Acosta. Academia.edu.

Además, su obra forma parte de los siguientes catálogos de recursos bibliográficos en español (entre otros):
- Biblioteca del Congreso de Estados Unidos.[17]
- Biblioteca Nacional de Alemania.[18]
- Biblioteca del Instituto Ibero-Americano de Patrimonio Cultural Prusiano en Berlin.[19][20]
- Biblioteca Nacional del Reino Unido.[21]
- Biblioteca de la Universidad de Toronto.[22]
- Biblioteca de la Universidad de Princeton.[23][24][25][26]
- Biblioteca de la Universidad Stanford.[27][28][29][30]
- Biblioteca de la Universidad de Oxford.[31]
- Biblioteca de la Universidad Yale.[32]
- Biblioteca Pública de Nueva York.[33]
- Biblioteca de la Universidad de California en Berkeley.[34]

## Becas, premios y reconocimientos
- 2021: Premio Bellas Artes de Ensayo Literario "Malcolm Lowry", por su obra De la crueldad y lo sagrado, viaje épico-mítico de Antonin Artaud en la Sierra Tarahumara, otorgado por la Secretaría de Cultura del Gobierno de México y el Instituto Nacional de Bellas Artes (INBAL), a través de la Coordinación Nacional de Literatura (CNL), en conjunto con el Gobierno del estado de Morelos, mediante la Secretaría de Turismo y Cultura estatal.[35]
- 2021: Apoyo del Programa de Fomento a Proyectos y Coinversiones Culturales, de la Secretaría de Cultura de México a través del Sistema de Apoyos a la Creación y Proyectos Culturales, obtenido en la disciplina Letras, dentro de la especialidad Animación y fomento a la lectura.[36]
- 2019: Premio Dolores Castro, en la categoría "Ensayo", por la obra Nueva iconografía guarra de la lotería mexicana, concedido por el H. Ayuntamiento de Aguascalientes, a través del Instituto Municipal Aguascalentense para la Cultura (IMAC).[37][38]
- 2019: Becaria del Fondo Municipal para Artistas y Creadores del Instituto de Cultura Municipal de Chihuahua, en la categoría de Creadores con trayectoria, disciplina Literatura, género Ensayo.[39]
- 2018: Premio al Fomento a la Lectura y la Escritura, en la categoría Fomento a la Lectura y la Escritura desde la Sociedad Civil por la página mukiraichari.com.mx, otorgado en conjunto por la Secretaría de Cultura, la Secretaría de Educación Pública, la Organización de Estados Iberoamericanos para la Educación, la Ciencia y la Cultura, la Cámara Nacional de la Industria Editorial Mexicana, la Asociación de Librerías de México y el Instituto Nacional de Lenguas Indígenas.[40]
- 2017: Ganadora de la convocatoria de publicaciones del Programa Editorial, del Instituto de Cultura del Municipio de Chihuahua.[41]
- 2017: Premio Internacional OX por la página mukiraichari.com.mx[42] antología digital de escritoras chihuahuenses, en virtud al aporte de contenidos Web para la difusión del arte y la cultura en español.[43]
- 2016: Beneficiaria de la beca de alto desempeño académico de la Cátedra UNESCO de Políticas Culturales y Cooperación .
- 2015: Premio José María Mendiola, categoría Poesía, concedido por el semanario digital de poesía, horror, fantasía y ciencia ficción El ojo de Uk.[44]
- 2013: Beneficiaria de la beca del Fondo Estatal para la Cultura y las Artes del Edo. de Chihuahua David Alfaro Siqueiros, en la categoría de Investigación Artística, disciplina Literatura.[45]
- 2012: Beneficiaria de la beca del Fondo Estatal para la Cultura y las Artes del Edo. de Chihuahua David Alfaro Siqueiros, en la categoría de Creadores con trayectoria, disciplina Literatura, género Poesía.[46]
- 2012: Beneficiaria de Programa de Apoyo a las Culturas Municipales y Comunitarias, sede Chihuahua, con el proyecto Antología digital de mujeres chihuahuenses escritoras Mukí ra'íchari: mujer palabra.[47]
- 2011: Beneficiaria de la beca del Fondo Estatal para la Cultura y las Artes del Edo. de Chihuahua David Alfaro Siqueiros, en la categoría de Jóvenes Creadores, disciplina Literatura, género Ensayo literario.[48]
- 2011: Premio Nacional de Periodismo y Literatura María Elvira Bermúdez, otorgado por la Asociación Mundial de Mujeres Periodistas y Escritoras, en la categoría de Ensayo Literario, por el trabajo Crítica óntica a una estética cuántica[49]
- 2009: Medalla al Mérito Literario José Saramago, entregada por la Asociación Latinoamericana de Poetas, impuesta por el Dr. Luis Alvarado Contreras, Embajador del Perú en México .
- 2009: Beneficiaria de la beca del Fondo Nacional para la Cultura y las Artes, en la categoría de Jóvenes Creadores, disciplina Literatura, género Poesía.[50]
- 2009: Premio a la Mujer Chihuahuense Destacada, otorgado por el H. Congreso del Estado de Chihuahua, presea María Edmeé Álvarez en la categoría Literatura.[51].
- 2007: Ganadora del concurso de publicaciones del Programa Editorial de la Universidad Autónoma de Chihuahua.[52]
- 2007: Obtención de la Mención de Honor de la carrera de Filosofía de la Universidad Autónoma de Chihuahua por trayectoria artística.
- 2006: Mención honorífica del Premio Estatal de la Juventud, en la categoría Arte, del Instituto Chihuahuense de la Juventud, Chihuahua.
- 2006: Ganadora del Concurso Latinoamericano de Publicación Los ángeles también cantan. Casa del Poeta Peruano.
- 2002: Premio Municipal Agustín Melgar de la Juventud, concedido por el Gobierno del Municipio de Chihuahua.